# Víctor Zayas
Víctor Hugo Díaz Zayas (Encarnación, 12 dicembre 1958 – 3 maggio 2012) è stato un calciatore paraguaiano, di ruolo difensore.

## Carriera
Proveniente dal Club Guaraní, dal 1980 al 1985 militò nel Real Saragozza nel campionato spagnolo, collezionando 80 presenze con gli aragonesi tra tutte le competizioni.
Nella stagione 1985-1986 giocò all'Hércules Club de Fútbol nella Segunda División, giocando 19 partite. Con il club di Alicante, segnò l'unico gol delle sue sei stagioni in Spagna, il 26 ottobre 1986 nella vittoria casalinga per 3-2 contro il Recreativo de Huelva.
Morì in Paraguay a 53 anni a causa di una leucemia.